# Ernest Valko
Ernest Valko (10. srpna 1953 Spišská Nová Ves – 8. listopadu 2010 Limbach) byl slovenský a československý právník a politik, poslanec Sněmovny lidu Federálního shromáždění po sametové revoluci za hnutí Verejnosť proti násiliu (později ODÚ-VPN) a jediný předseda československého federálního Ústavního soudu.

## Život
V roce 1977 absolvoval Právnickou fakultu Univerzity Komenského v Bratislavě, rigorózní zkoušku složil v roce 1979. Jako právník se věnoval především hospodářskému, pracovnímu, občanskému, trestnímu a pozemkovému právu.
Profesně je k roku 1990 uváděn jako vedoucí referent právní služby.
V lednu 1990 nastoupil jako bezpartijní poslanec, respektive poslanec za Verejnosť proti násiliu, v rámci procesu kooptací do Federálního shromáždění po sametové revoluci do Sněmovny lidu (volební obvod č. 139 – Petržalka, Bratislava). Mandát obhájil za VPN ve volbách roku 1990. Později přešel do formace ODÚ-VPN. Jeho mandát federálního poslance zanikl v důsledku nabytí funkce ústavního soudce na přelomu let 1991 a 1992.
V době svého působení ve FS se podílel na přípravě novel zákoníku práce, hospodářského zákoníku, kompetenčního zákona, uvozovacího ústavního zákona k Listině základních práv a svobod, ústavního zákona o referendu a obchodního zákoníku. Doktorskou disertaci obhájil v roce 2004.
Byl jediným předsedou Ústavního soudu České a Slovenské Federativní Republiky (1992).
Od roku 1993 působil jako právník a zastával funkce ve statutárních orgánech různých společností. Vystupoval v některých medializovaných sporech, např. spor básníka Ľubomíra Feldeka s ministrem kultury v Mečiarově vládě Dušanem Slobodníkem, spor SPP a Union banky ve věci Duckého směnek či občanskoprávní spor mezi slovenskými politiky Ivanem Miklošem a Robertem Ficem. V roce 2006 neúspěšně kandidoval do Národní rady Slovenské republiky.
Ve večerních hodinách 8. listopadu 2010 byl zastřelen ve svém domě v Limbachu.
Slovenský prezident Andrej Kiska mu 7. ledna 2016 na Bratislavském hradě udělil in memoriam Řád Ľudovíta Štúra I. třídy.